# Order Montesy

Symbol zakonu od 1400 r.

Order Montesy, Order Najświętszej Maryi Panny z Montesy, daw. Zakon z Montesa – założony został w 1319 roku przez króla Aragonii Jakuba II, początkowo jako zakon rycerski, później nadawany przez władców hiszpańskich jako order za zasługi dla korony lub państwa.
Celem króla było niedopuszczenie do przejęcia majątku templariuszy przez obce zakony i uzyskanie kontroli nad tym majątkiem.
Siedzibą nowego zakonu był dawny zamek templariuszy w gminie Montesa. Zakon przyjął regułę Kalatrawy i znajdował się pod duchowym przewodnictwem opactwa cysterskiego Santas Creus w Katalonii. Jego reguła została zatwierdzona przez papieża już w 1317 roku, ale faktycznie zakon został zorganizowany w 2 lata później. Pierwszymi jego członkami było 10 rycerzy z zakonu Kalatrawy na czele z mistrzem, również wywodzącym się z Kalatrawy.
Zakon z Montesy rozwijał się szybko. W 1317 roku do zakonu przeszli rycerze z zakonu mercedariuszy, a w 1400 roku przyłączony został zakon św. Jerzego z Alfamy.
Rycerze noszą biały strój zakonny (płaszcz) z czerwonym prostym krzyżem.
Symbolem zakonu do 1400 roku był krzyż Kalatrawy w kolorze czarnym, później wzbogacony w czerwony krzyż grecki zakonu z Alfamy.
W 1587 roku zakon został wcielony do korony aragońskiej.
Obecnym wielkim mistrzem jest Filip VI Burbon, król Hiszpanii.

## Wielcy mistrzowie
1. Guillén de Eril (1319–1319)
2. Arnaldo de Soler (1319–1327)
3. Piotr de Thous (1327–1374)
4. Albert de Thous (1374–1382)
5. Berenguer March (1382–1409)
6. Romero de Corbera (1410–1445)
7. Gilaberto de Monsoriu (1445–1453)
8. Ludwik Despuig (1453–1482)
9. Filip Vivas de Cañamanes y Boll (1482–1484)
10. Filip de Aragón y Navarra (1484–1488)
11. Filip Vivas de Cañamanes y Boll (1488–1492)
12. Franciszek Sanz (1493–1506)
13. Franciszek Bernardo Despuig (1506–1537)
14. Franciszek Llanzol de Romaní (1537–1544)
15. Piotr Ludwik Garcerán de Borja (1545–1586)
16. Filip III Habsburg (1598–1621)
17. Filip IV Habsburg (1621–1665)
18. Karol II Habsburg (1665–1700)
19. Filip V Burbon (1700–1724)
20. Ludwik I Burbon (1724)
21. Filip V Burbon (1724–1746)
22. Ferdynand VI Burbon (1746–1759)
23. Karol III Burbon (1759–1788)
24. Karol IV Burbon (1788–1813)
25. Ferdynand VII Burbon (1813–1833)
26. Izabela II Burbon (1833–1868)
27. Alfons XII Burbon (1875–1885)
28. Alfons XIII Burbon (1886–1941)
29. Jan Burbon, książę Asturii (1941–1975)
30. Jan Karol I Burbon (1975–2014)
31. Filip VI Burbon (od 2014)